# Croxton Kerrial
Pour les articles homonymes, voir Croxton.
Croxton Kerrial est une paroisse civile et un village du Leicestershire, en Angleterre.